# Embraer Legacy 600
De Embraer Legacy 600 is een middelgrote privéjet uit de Embraer Legacy-serie.

## Legacy 650

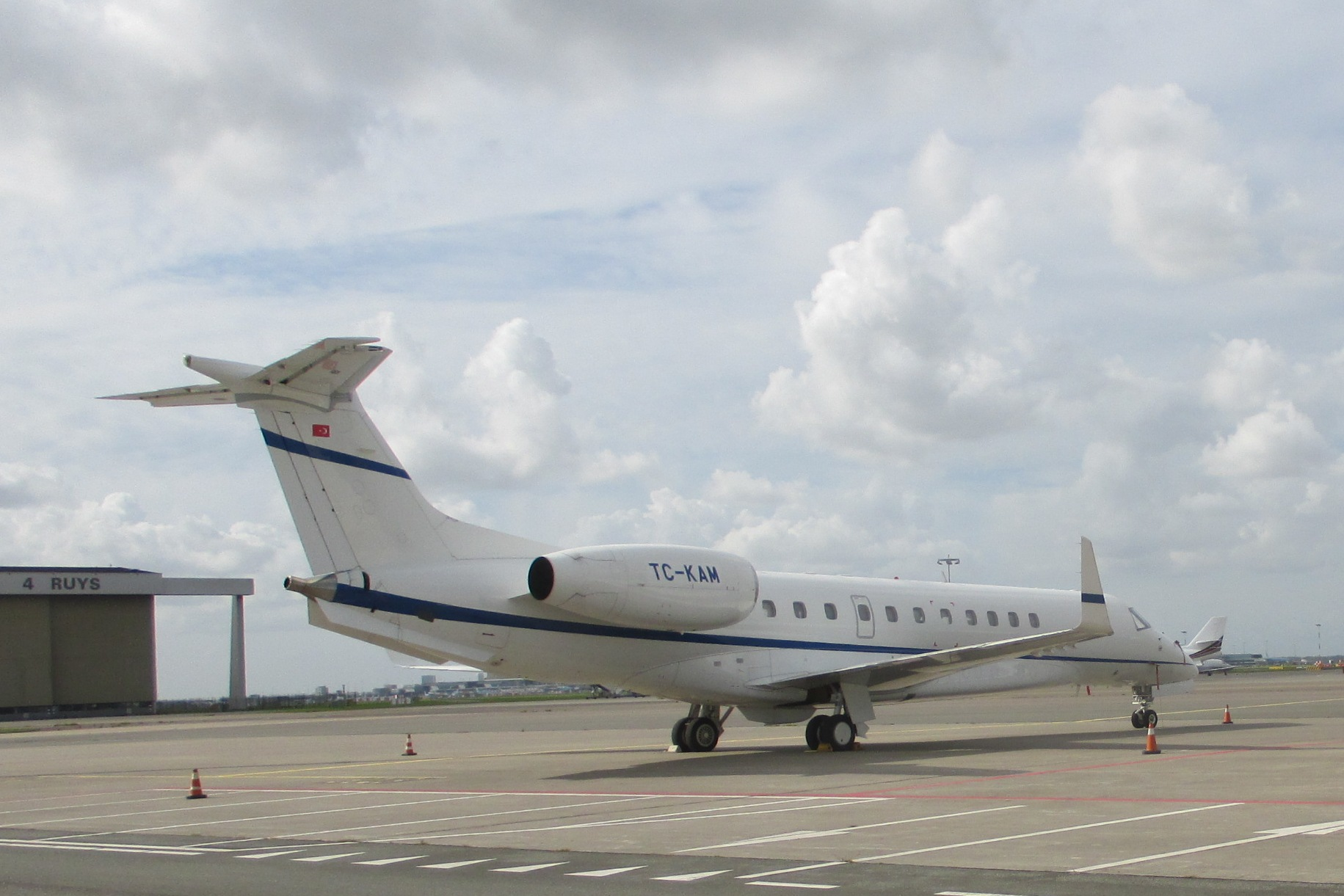
Embrear Legacy 650 (Schiphol-Oost 2021)

De Legacy 650 is een verbeterde versie van de Legacy 600 met onder andere een langer vliegbereik, zuinigere motoren en modernere besturingstechnologie.
De turbofan motoren zijn hetzelfde als bij de Legacy 600, maar ze zijn breder en daardoor efficiënter.
Het maximumaantal passagiers is wel lager dan bij de Legacy 600; 14 in plaats van 16.

## Ongevallen
- Op 29 september 2006 raakte een Legacy 600 tijdens de maiden voyage Gol Transportes Aéreos-vlucht 1907, een Boeing 737. De winglet van de Legacy sneed daarbij door de vleugel van de Boeing, waardoor deze crashte. Ondanks ernstige schade aan de linker horizontale stabilisator en linker winglet wist de Legacy veilig te landen op een Braziliaans militair vliegveld (luchthaven Cachimbo).
- Op 23 augustus 2023 stortte een Embraer Legacy 600-jet van de Wagnergroep (geregistreerd RA-02795) neer in een veld nabij Kuzhenkino in Rusland. Drie bemanningsleden en zeven passagiers, waaronder Dmitri Oetkin en Jevgeni Prigozjin kwamen om. Het toestel werd vermoedelijk neergeschoten door luchtafweer.[bron?]

## Trivia
- Acteur Jackie Chan heeft een eigen Legacy 650 (N688JC) in zijn bezit. Hierop is een speciaal draken-kleurenschema geschilderd.